# Michael Bay
Michael Benjamin Bay (Los Ángeles, 17 de febrero de 1965) es un cineasta estadounidense conocido por dirigir y producir películas de acción de gran presupuesto caracterizadas por su narración rápida y el uso extensivo de efectos especiales, incluyendo frecuentemente explosiones. Sus películas, que incluyen Armageddon (1998), Pearl Harbor (2001) y la franquicia de Transformers (2007-2017), han recaudado más de cinco mil millones de dólares en todo el mundo. Es cofundador de la empresa de producción comercial The Institute, anteriormente llamada The Institute for the Development of Enhanced Perceptual Awareness. Es copresidente y copropietario de la empresa de efectos especiales Digital Domain. Es copropietario de Platinum Dunes, una empresa de producción que ha rehecho películas de terror como The Texas Chainsaw Massacre (2003), The Amityville Horror (2005), The Hitcher (2007), Friday the 13th (2009) y A Nightmare on Elm Street (2010).

## Primeros años
Michael Bay nació en Los Ángeles. Fue criado por sus padres adoptivos Harriet, una psiquiatra infantil y dueña de una librería, y Jim, un contable público certificado (CPA). Bay fue criado como judío. Su abuelo era de Rusia. Su prima, Susan Bay, es la viuda del actor de Star Trek, Leonard Nimoy (quien eventualmente interpretó como actor de voz a Sentinel Prime en Transformers: El lado oscuro de la luna). Asistió a la exclusiva Crossroads School, en Santa Mónica, California. A menudo resalta su interés en las películas de acción debido a un incidente durante su infancia: cuando era niño, ató unos petardos a un tren de juguete y filmó el desastre ardiente con la cámara de 8 milímetros de su madre. Se llamó al departamento de bomberos y fue detenido.

## Trayectoria
Bay comenzó su carrera en la industria cinematográfica con George Lucas cuando tenía quince años, presentando los guiones gráficos de Raiders of the Lost Ark, que pensaba "iban a ser terribles". Su opinión cambió después de verlo en el cine y quedó tan impresionado por la experiencia, que decidió convertirse en un director de cine. Se graduó de la Universidad Wesleyana en 1986, con especialización en inglés y cine. Era un miembro de la fraternidad de Psi Upsilon y el estudiante favorito de la historiadora de cine Jeanine Basinger. Para su trabajo de graduación, asistió a la Universidad Art Center College of Design en Pasadena donde también estudió cine.
Michael Bay comenzó a trabajar en Propaganda Films, dirigiendo comerciales y videos musicales, dos semanas después de terminar su posgrado. Sus 90 segundos del comercial de Coca-Cola inspirado en la Segunda Guerra Mundial fue recogido por Capitol Records. Con su primer comercial nacional para la Cruz Roja, ganó un Premio Clio en 1992. Dirigió "Got Milk?" para Goodby, Silverstein & Partners, como parte de una campaña publicitaria para la California Milk Processors Board en 1993.
El éxito de Bay en videos musicales atrajo la atención de los productores Jerry Bruckheimer y Don Simpson, que lo eligió para dirigir su primera película de largometraje, Bad Boys. La película fue filmada en Miami en 1994 y protagonizada por Will Smith y Martin Lawrence. La película de acción resultó un éxito para Smith, que saltaba del mundo de la televisión al cine en ese momento. El rodaje en Miami fue una buena experiencia para Bay, quien más tarde sería dueño de una casa en la ciudad y pasaría mucho tiempo allí. La película fue realizada con un presupuesto de 19 millones de dólares y recaudó 141 millones en la taquilla durante el verano de 1995. El éxito de Bay condujo a una estrecha colaboración y amistad con Bruckheimer.
Su película siguiente fue La Roca (1996), una cinta de acción grabada en la isla de Alcatraz, y en el área de la bahía de San Francisco. Fue protagonizada por Sean Connery, Nicolas Cage y Ed Harris. Producida por Jerry Bruckheimer y Don Simpson, este último murió cinco meses antes del lanzamiento de la película: la película está dedicada a él. Connery y Cage ganaron como Mejor Dúo en Pantalla en los MTV Movie Awards en 1997 y la película fue nominada para un Óscar en la categoría de Mejor Logro en Sonido por el trabajo de Greg P. Russell, Kevin O'Connell, y Wester A. Keith.
En 1998, colaboró con Jerry Bruckheimer, esta vez como coproductor, mientras Bay dirigía la película de acción y aventura Armageddon. La cinta trata acerca de un rudo grupo de perforadores de petróleo que son enviados por la NASA para perforar y colocar una bomba nuclear en un asteroide para así colocarlo fuera del curso de colisión con la Tierra; está protagonizada por Bruce Willis, Billy Bob Thornton, Ben Affleck y Liv Tyler. Fue nominada a cuatro premios Óscar en los 71.º Premios de la Academia, incluyendo mejor sonido, mejores efectos visuales, mejor edición de sonido y mejor canción original. La película recaudó 9,6 millones de dólares en su día de estreno y un total de 36,5 millones en su primer fin de semana. El presupuesto de producción fue de 140 millones de dólares, siendo uno de los más altos del verano de 1998. Armageddon recaudó más de 553 000 000 de dólares en todo el mundo, convirtiéndose en la película con mayor recaudación del año.
En 2001, Bay dirigió Pearl Harbor, protagonizada por Ben Affleck, Josh Hartnett, Kate Beckinsale y Cuba Gooding Jr., y una vez más, producida por Jerry Bruckheimer. La película se estrenó el fin de semana del Día de los Caídos en 2001. El filme recibió cuatro nominaciones al Premio Óscar, incluyendo mejor sonido, mejores efectos visuales, mejor edición de sonido y mejor canción. Kevin O'Connell recibió otra nominación al mejor sonido, pero no ganó. Pearl Harbor ganó en la categoría de edición de sonido, convirtiéndose en la primera película de Bay (y, hasta la fecha) en ganar un Óscar. Michael Bay también dirigió el video musical para la pista "There You'll Be" para la artista Faith Hill.

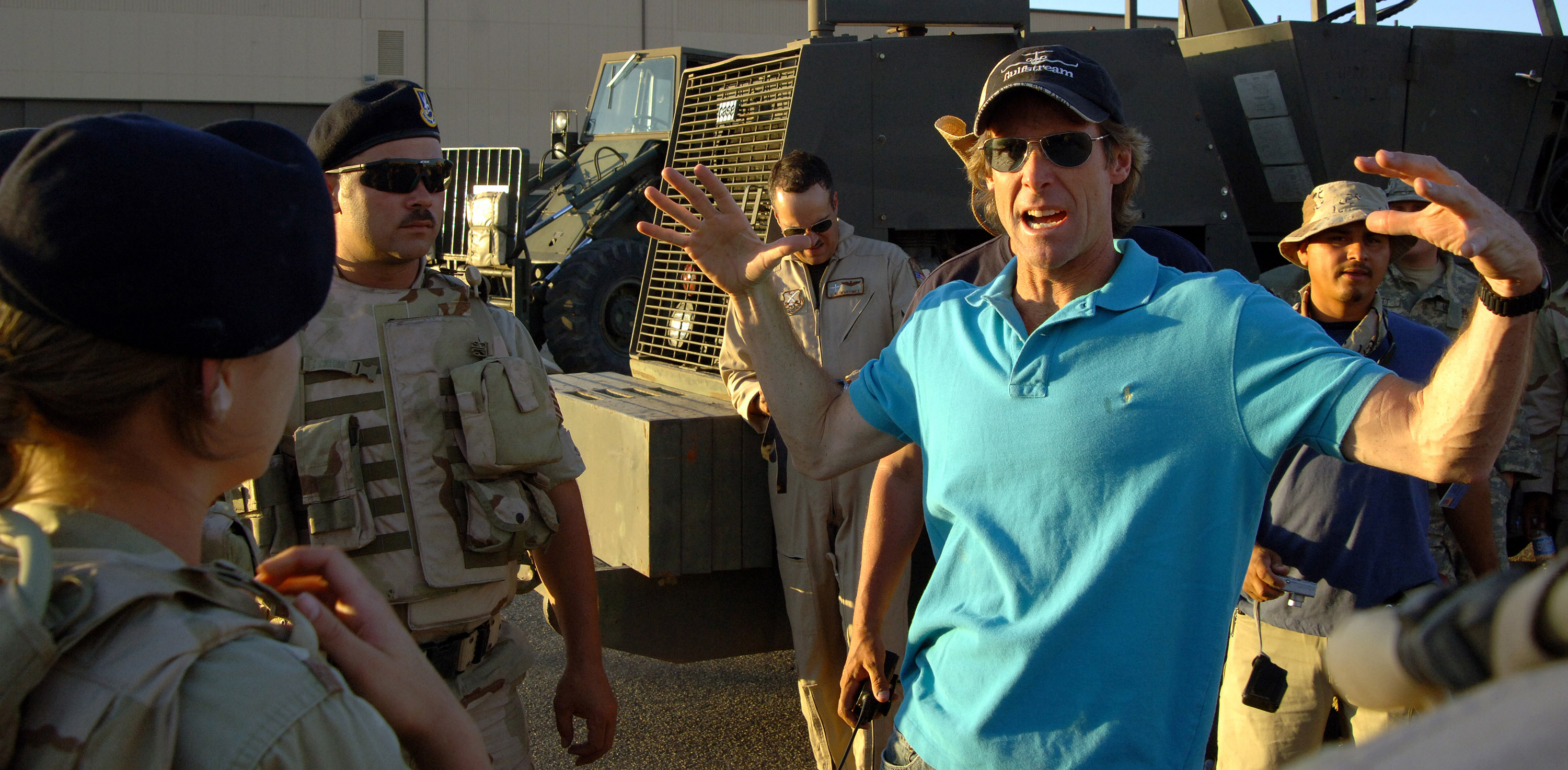
Bay en el set de Transformers (2006)

En 2003, Bay volvió a hacer equipo con Will Smith y Martin Lawrence para Bad Boys II, un acontecimiento que marcó su quinta colaboración con Jerry Bruckheimer. La película recaudó 138 millones de dólares a nivel nacional, suficiente para cubrir el presupuesto de producción, y en todo el mundo 273 millones dólares, casi el doble que la primera película. En 2005, dirigió The Island, una película de ciencia ficción protagonizada por Ewan McGregor y Scarlett Johansson. Fue la primera película que hizo Bay sin Bruckheimer como productor. La isla costó 126 millones de dólares y ganó $35 millones en el país y $172 millones en todo el mundo. Bay declaró que no estaba cómodo con la campaña de marketing interno, ya que confundió a la audiencia con el verdadero objetivo de la película.
En 2007, dirigió y se asoció con Steven Spielberg para producir Transformers, una película de acción en vivo basada en la franquicia homónima. La película fue estrenada en Estados Unidos y Canadá el 3 de julio de 2007, con proyecciones de 8pm el 2 de julio. Las previews ganaron en total 8,8 millones de dólares y en su primer día de estreno general recaudó 27,8 millones; rompiendo el récord que ostentaba Spider-Man 2, por el cuarto mejor registro de asistencia de la taquilla del martes, haciendo $29 millones. En su primer fin de semana de estreno, Transformers recaudó 70,5 millones de dólares, lo que equivale a una semana de 155,4 millones de dólares, lo que le da el récord de la mayor semana de estreno de una no secuela. A partir de noviembre de 2007, la película ha hecho más de $319 millones en el país y más de $708 millones en todo el mundo. Bay regresó como director y productor ejecutivo de Transformers: la venganza de los caídos, que fue lanzada el 24 de junio de 2009 y recaudó más de $832 millones en todo el mundo. Aunque recibió sobre todo revisiones negativas por los críticos, incluyendo las de especialistas como Roger Ebert, Michael Phillips y David Denby (que se refirió a Bay como "imponente, casi vicioso, sin talento"), la película fue bien recibida por su público objetivo y fue una de las películas de mayor recaudación de 2009. En 2010, obtuvo siete nominaciones al Golden Raspberry Award y ganó tres: peor película, peor director y peor guion. También fue uno de los discos DVD y Blu-ray más vendidos de 2009, superado solo por Crepúsculo en formato DVD y el número uno de todos los tiempos en formato Blu-ray hasta que Avatar de James Cameron le arrebató el título en abril de 2010. Bay dirigió Transformers: El lado oscuro de la luna, estrenada el 28 de junio de 2011. Su siguiente película fue una película "pequeña" que había estado desarrollando durante años, llamada Pain & Gain. Una historia basada en hechos reales, descritos en un artículo de The Miami Herald escrito por Pete Collins, se trata de un grupo de físico-culturistas malhumorados que trabajan juntos para cometer un robo.
Bay produjo el filme de DreamWorks, Soy el número cuatro, basado en una serie de novelas de Pittacus Lore publicadas por HarperCollins Children's Books. D. J. Caruso se encargó de la dirección. Bay coproducirá One Way Out, un reality show que enfrenta a gente común unos contra otros, mientras tratan de mantener sus pasados ocultos y se preparan hacia un enfrentamiento, final, donde todos estos serán revelados.

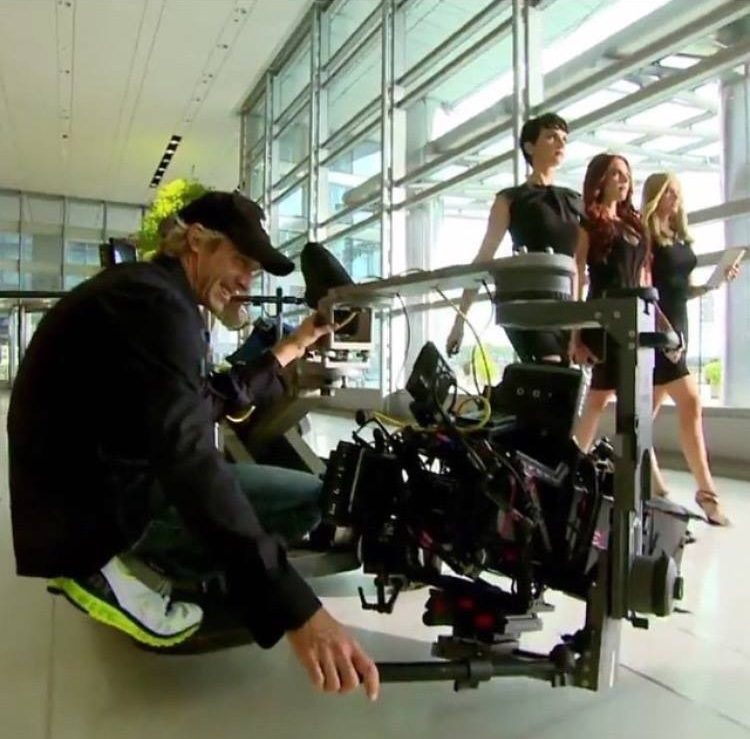
Michael Bay filmando Transformers: la era de la extinción

La espada de Gideon, la novela de Douglas Preston y de Lincoln Child, programada para estrenarse en febrero de 2011, fue obtenida por Bay Films y será producida por Michael Bay. El personaje principal, Gideon Crew, venga la muerte de su padre. El 13 de febrero de 2012, Paramount Pictures anunció que Bay produciría y dirigiría una cuarta película de Transformers. La película, titulada Transformers: La era de la extinción, fue estrenada en junio de 2014. En junio de 2013, Bay se comprometió a dirigir una adaptación de acción en vivo de la serie de videojuegos Ghost Recon, que será producida por Warner Bros. En 2017, dirigió la quinta entrega de la saga Transformers, titulada Transformers: el último caballero, planeada para estrenarse en junio del mismo año.

## Empresas de producción y efectos

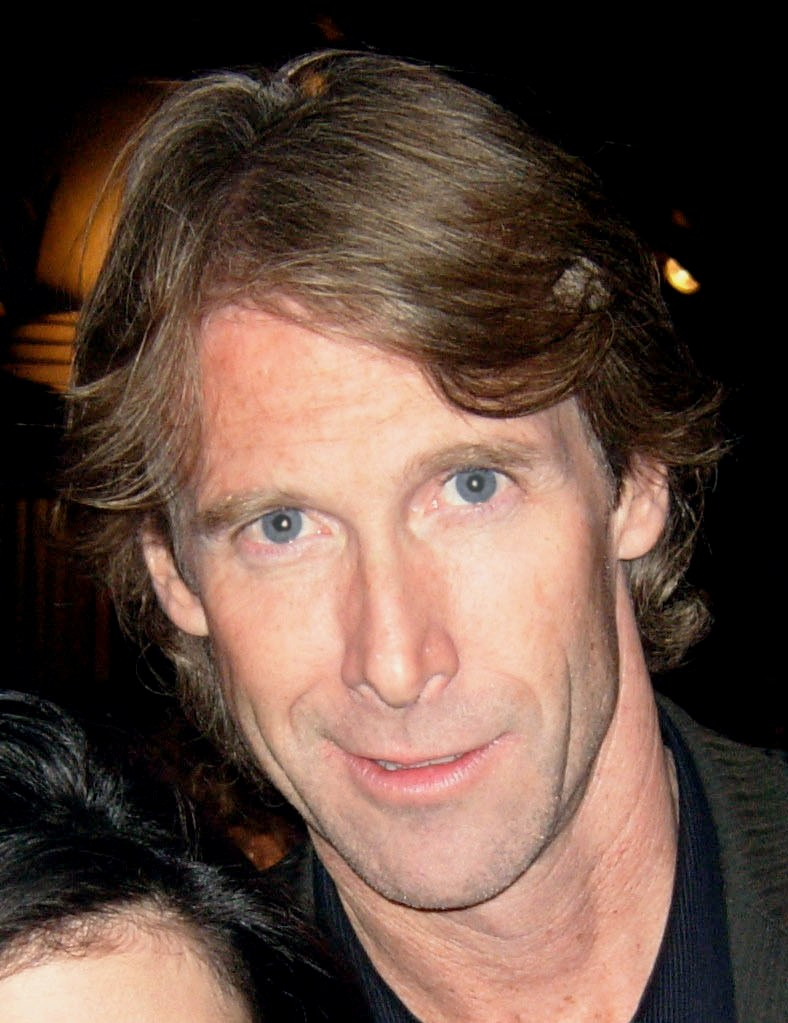
Bay el 7 de febrero de 2007

### Platinum Dunes
Bay fundó esta empresa de producción con sus compañeros productores Brad Fuller y Andrew Form en 2001. Platinum Dunes lleva el nombre de una de las primeras películas de Bay como estudiante en la Wesleyan University. Brad Fuller también se graduó de Wesleyan y trabajó para Bay como asistente ejecutivo antes de unirse a él en este negocio. La primera película de la compañía, un remake de la película de 1974 The Texas Chain Saw Massacre, recaudó 107 millones de dólares en todo el mundo. Platinum Dunes produjo lucrativos remakes de películas de terror clásicas e introdujo a nuevos directores como Sam Bayer y Marcus Nispel a la industria del cine. Su película más reciente, A Nightmare on Elm Street, protagonizada por Jackie Earle Haley como Freddy Krueger, fue lanzada en abril de 2010. La película hizo 32,9 millones de dólares en su primer fin de semana, cubriendo casi todo su presupuesto de 35 millones y finalmente ganó 100 millones de dólares en todo el mundo.
Paramount Pictures firmó un primer acuerdo con Platinum Dunes en 2009. Como parte de esta nueva relación, Paramount Pictures y Nickelodeon ayudaron a los productores de Platinum Dunes a producir el nuevo film basado en las Tortugas Ninja, reiniciando la serie de películas lanzada por New Line en 1990. Bay, Fuller y Form la coprodujeron con Galen Walker, Scott Mednick y Marina Norman y de igual manera, trabajaron en la secuela que se estrenó el 3 de junio de 2016.
Platinum Dunes está actualmente en el proceso de vender una serie de televisión sin nombre a una "red de cable importante" con Bay en conversaciones para dirigir el programa piloto.

### Digital Domain
Bay y Wyndcrest Holdings, una firma de inversión con sede en Florida, adquirieron la compañía de efectos visuales Digital Domain de James Cameron y Stan Winston en 1996, relanzando el negocio con una inversión de 50 millones de dólares. Digital Domain consideró una oferta pública de venta en 2009 pero finalmente la rechazo, debido a la falta de interés. En la actualidad trabajan por encargo en la producción de efectos visuales, Digital Domain planea ampliar sus esfuerzos en la industria de los videojuegos y convertirse en una empresa de producción de cine por completo. Con sede en Venice (Los Ángeles), la compañía está trabajando para abrir sucursales en Vancouver, Canadá, y en el estado de la Florida.

### The Institute
Después de salir de Propaganda Films, Bay y el productor Scott Gardenhour, que también estaba en Propaganda, formaron The Institute for the Development of Enhanced Perceptual Awareness (ahora conocido como The Institute), para producir anuncios y otros proyectos. A través del Instituto, Bay ha dirigido y producido spots para Victoria's Secret, Lexus, Budweiser, Reebok, Mercedes-Benz y Nike. Su anuncio más reciente para Victoria Secret fue la campaña de vacaciones de 2009 A Thousand Fantasies.

### 451 Media Group
Bay cofundó 451 Media Group junto con Doug Nunes (quien funge como CEO), y con John y Anthony Gentile, que anteriormente comercializaron marcas como Micronauts, Visionaries, Sky Dancers y Power Glove. En 2015, la compañía anunció una división de publicación interactiva para ofrecer contenido de "realidad aumentada" a partir de novelas gráficas impresas con video digital. Las novelas gráficas emplean la tecnología Touchcode de T+ink (usada anteriormente en Power Glove), en la que la tinta utilizada en el proceso de impresión desbloquea el acceso a contenido exclusivo alojado en la red Machinima, que se transfiere a la pantalla táctil como si se tocaran los libros impresos. El estreno de novelas gráficas de la compañía se dieron a conocer en el Comic-Con de Nueva York de octubre de 2015. Entre los creadores involucrados se encuentran Scott Rosenberg, Woods Skip, George Pelecanos, Mark Mallouk, Clay McLeod Chapman y Peter y Paul Williams.

## Vida personal
Bay vive en Los Ángeles y Miami con sus dos bullmastiffs, Bonecrusher y Grace, nombrados así por los personajes de Transformers y Armageddon, respectivamente. Cuando era niño, donó el dinero de su Bar Mitzvah a un refugio de animales y a menudo ha incluido a sus perros bullmastiff en sus películas. Bay previamente tenía otro perro, Mason, cuya última aparición en una película fue como el perro de Miles en Transformers. Mason murió durante la producción de esa película en marzo de 2007.
Bay posee un jet Gulfstream G550 de 50 millones de dólares, así como un Bentley, un Range Rover, un Escalade, un Ferrari, un Lamborghini y dos Camaros de la franquicia de Transformers.

## Filmografía
| Año  | Título                                     | Productores                                                                      | Escritores                                                                     | Distribuidoras                                | Presupuesto      | Recaudación         |
| ---- | ------------------------------------------ | -------------------------------------------------------------------------------- | ------------------------------------------------------------------------------ | --------------------------------------------- | ---------------- | ------------------- |
| 1995 | Dos policías rebeldes                      | Jerry Bruckheimer y Don Simpson                                                  | George Gallo Jim Mulholland Doug Richardson Michael Barrie                     | Columbia Pictures                             | $23 millones USD | $141.4 millones USD |
| 1996 | La Roca                                    | Jerry Bruckheimer y Don Simpson                                                  | David Weisberg, Douglas S. Cook y Mark Rosner                                  | Walt Disney Studios Motion Pictures           | $75 millones     | $335.1 millones     |
| 1998 | Armageddon                                 | Jerry Bruckheimer y Gale Anne Hurd                                               | Tony Gilroy, Shane Salerno, Jonathan Hensleigh, J. J. Abrams y Robert Roy Pool | Walt Disney Studios Motion Pictures           | $140 millones    | $553.7 millones     |
| 2001 | Pearl Harbor                               | Jerry Bruckheimer                                                                | Ryall Wallace                                                                  | Walt Disney Studios Motion Pictures           | $140 millones    | $449.2 millones     |
| 2003 | Bad Boys II                                | Jerry Bruckheimer                                                                | Ron Shelton, Jerry Stahl, Cormac Wibberley, Marianne Wibberley y Ron Shelton   | Columbia Pictures                             | $130 millones    | $273.3 millones     |
| 2005 | La isla                                    | Ian Bryce y Walter F. Parkes                                                     | Caspian Tredwell-Owen, Alex Kurtzman y Roberto Orci                            | DreamWorks Distribution Warner Bros. Pictures | $126 millones    | $162.9 millones     |
| 2007 | Transformers                               | Don Murphy, Tom DeSanto, Lorenzo di Bonaventura y Ian Bryce                      | Alex Kurtzman, Roberto Orci y John Rogers                                      | Paramount Pictures                            | $150 millones    | $709.7 millones     |
| 2009 | Transformers: la venganza de los caídos    | Don Murphy, Tom DeSanto, Lorenzo di Bonaventura y Ian Bryce                      | Ehren Kruger, Alex Kurtzman y Roberto Orci                                     | Paramount Pictures                            | $200 millones    | $836.3 millones     |
| 2011 | Transformers: el lado oscuro de la luna    | Don Murphy, Tom DeSanto, Lorenzo di Bonaventura y Ian Bryce                      | Ehren Kruger                                                                   | Paramount Pictures                            | $195 millones    | $1.124 mil millones |
| 2013 | Pain & Gain                                | Donald De Line y Ian Bryce                                                       | Christopher Markus y Stephen McFeely                                           | Paramount Pictures                            | $26 millones     | $96.2 millones      |
| 2014 | Transformers: la era de la extinción       | Don Murphy, Tom DeSanto, Lorenzo di Bonaventura y Ian Bryce                      | Ehren Kruger                                                                   | Paramount Pictures                            | $210 millones    | $1.104 mil millones |
| 2016 | 13 Horas: Los soldados secretos de Bengasi | Erwin Stoff                                                                      | Chuck Hogan                                                                    | Paramount Pictures                            | $50 millones     | $67 millones        |
| 2017 | Transformers: el último caballero          | Don Murphy, Tom DeSanto, Lorenzo di Bonaventura y Ian Bryce                      | Akiva Goldsman, Ken Nolan, Art Marcum y Matt Holloway                          | Paramount Pictures                            | $260 millones    | 605 millones        |
| 2019 | 6 Underground                              | Michael Bay, Ryan Reynolds, Ian Bryce, David Ellison, Dana Goldberg, Don Granger | Rhett Reese, Paul Wernick                                                      | Netflix                                       | 150 millones     |                     |
| 2022 | Ambulance                                  | Michael Bay, Bradley J. Fischer, James Vanderbilt, William Sherak, Ian Bryce     | Chris Fedak                                                                    | Universal Pictures                            | $40 millones     | 55 millones         |

## Colaboradores frecuentes

### Actores
| Actores         | Bad Boys (1995) | La Roca (1996) | Armageddon (1998) | Pearl Harbor (2001) | Bad Boys II (2003) | The Island (2005) | Transformers (2007) | Transformers: la venganza de los caídos (2009) | Transformers: el lado oscuro de la luna (2011) | Pain & Gain (2013) | Transformers: la era de la extinción (2014) | 13 Horas: Los soldados secretos de Bengasi (2016) | Transformers: el último caballero (2017) |
| --------------- | --------------- | -------------- | ----------------- | ------------------- | ------------------ | ----------------- | ------------------- | ---------------------------------------------- | ---------------------------------------------- | ------------------ | ------------------------------------------- | ------------------------------------------------- | ---------------------------------------- |
| Kim Coates      | Sí              |                |                   | Sí                  |                    | Sí                |                     |                                                |                                                |                    |                                             |                                                   |                                          |
| Peter Stormare  |                 |                | Sí                |                     | Sí                 |                   |                     |                                                |                                                | Sí                 |                                             |                                                   |                                          |
| Steve Buscemi   |                 |                | Sí                |                     |                    | Sí                |                     |                                                |                                                |                    |                                             |                                                   | Sí                                       |
| Chris Ellis     |                 |                | Sí                |                     |                    | Sí                | Sí                  |                                                |                                                |                    |                                             |                                                   |                                          |
| Glenn Morshower |                 |                |                   | Sí                  |                    | Sí                | Sí                  | Sí                                             | Sí                                             |                    |                                             |                                                   |                                          |
| Megan Fox       |                 |                |                   |                     | Sí                 |                   | Sí                  | Sí                                             |                                                |                    |                                             |                                                   |                                          |
| Brian Stepanek  |                 |                |                   |                     |                    | Sí                | Sí                  |                                                |                                                | Sí                 |                                             |                                                   |                                          |
| Shia LaBeouf    |                 |                |                   |                     |                    |                   | Sí                  | Sí                                             | Sí                                             |                    |                                             |                                                   |                                          |
| Josh Duhamel    |                 |                |                   |                     |                    |                   | Sí                  | Sí                                             | Sí                                             |                    |                                             |                                                   | Sí                                       |
| John Turturro   |                 |                |                   |                     |                    |                   | Sí                  | Sí                                             | Sí                                             |                    |                                             |                                                   | Sí                                       |
| Kevin Dunn      |                 |                |                   |                     |                    |                   | Sí                  | Sí                                             | Sí                                             |                    |                                             |                                                   |                                          |
| Hugo Weaving    |                 |                |                   |                     |                    |                   | Sí                  | Sí                                             | Sí                                             |                    |                                             |                                                   |                                          |
| Peter Cullen    |                 |                |                   |                     |                    |                   | Sí                  | Sí                                             | Sí                                             |                    | Sí                                          |                                                   | Sí                                       |
| Charlie Adler   |                 |                |                   |                     |                    |                   | Sí                  | Sí                                             | Sí                                             |                    |                                             |                                                   |                                          |
| Frank Welker    |                 |                |                   |                     |                    |                   |                     | Sí                                             | Sí                                             |                    | Sí                                          |                                                   |                                          |
| Reno Wilson     |                 |                |                   |                     |                    |                   | Sí                  | Sí                                             | Sí                                             |                    | Sí                                          |                                                   |                                          |
| Robert Foxworth |                 |                |                   |                     |                    |                   | Sí                  | Sí                                             | Sí                                             |                    | Sí                                          |                                                   |                                          |
| Mark Wahlberg   |                 |                |                   |                     |                    |                   |                     |                                                |                                                | Sí                 | Sí                                          |                                                   | Sí                                       |

## Crítica
A pesar de su éxito de taquilla, Bay ha encontrado escasos elogios críticos, y su nombre se utiliza a menudo "peyorativamente" en los círculos de la casa de arte. La película de títeres del 2004 Team America: World Police dirigida por Matt Stone y Trey Parker (creadores de South Park) presenta una canción titulada "The End of a Act", en la cual se crítica a Bay y Pearl Harbor. Bay ha respondido a sus críticos, diciendo: "Hago películas para adolescentes. Oh, querido, qué crimen".
| Año  | Película                                   | Rotten Tomatoes |
| Año  | Película                                   | En general      |
| ---- | ------------------------------------------ | --------------- |
| 1995 | Dos policías rebeldes                      | 43%             |
| 1996 | La Roca                                    | 66%             |
| 1998 | Armageddon                                 | 39%             |
| 2001 | Pearl Harbor                               | 25%             |
| 2003 | Bad Boys II                                | 23%             |
| 2005 | The Island                                 | 40%             |
| 2007 | Transformers                               | 57%             |
| 2009 | Transformers: la venganza de los caídos    | 19%             |
| 2011 | Transformers: el lado oscuro de la luna    | 35%             |
| 2013 | Pain & Gain                                | 49%             |
| 2014 | Transformers: la era de la extinción       | 18%             |
| 2016 | 13 Horas: Los soldados secretos de Bengasi | 51%             |
| 2017 | Transformers: el último caballero          | 15%             |
|      | Promedio                                   | 40%             |